# 100 найкращих пісень з американських фільмів за 100 років за версією AFI
AFI's 100 Years … 100 Songs — список 100 найкращих пісень з американських фільмів за версією Американського інституту кіномистецтва (AFI) із циклу «Серія 100 років» Американського інституту кіномистецтва, підготовленого AFI до сторічного ювілею кіно.
Список був складений на основі голосування 1500 критиків, істориків та працівників кіно.
AFI оприлюднив список 22 червня 2004 року у спеціальній тригодинній телепередачі на американському телеканалі CBS. Ведучим церемонії був Джон Траволта, також список представляли Пол Саймон, Джулі Ендрюс, Арт Гарфанкел, Селін Діон, Баррі Гібб і Барбра Стрейзанд. Трансляція зібрала 12.3 млн глядачів, одну з найбільших аудиторій спеціальних випусків Американського інституту кіномистецтва на той момент.
Найкращою піснею з американських фільмів була визнана пісня «Over the Rainbow» у виконанні Джуді Гарленд з фільму «Чарівник країни Оз» (1939). Найбільше у списку пісень з картин «Співаючи під дощем», «Звуки музики» і «Вестсайдська історія» — по три з кожної. Серед виконавців найбільш представленими є Джуді Гарленд (5 пісень), Джулі Ендрюс (4 пісні) і Барбра Стрейзанд (4 пісні).

## Список
|     | Пісня                                        | Фільм                                 | Рік  | Виконавець                                              |
| --- | -------------------------------------------- | ------------------------------------- | ---- | ------------------------------------------------------- |
| 1   | Over the Rainbow                             | Чарівник країни Оз                    | 1939 | Джуді Гарленд                                           |
| 2   | As Time Goes By                              | Касабланка                            | 1942 | Дулі Вілсон                                             |
| 3   | Singin' in the Rain                          | Співаючи під дощем                    | 1952 | Джин Келлі                                              |
| 4   | Moon River                                   | Сніданок у Тіффані                    | 1961 | Одрі Гепберн                                            |
| 5   | White Christmas                              | Святковий готель                      | 1942 | Бінг Кросбі                                             |
| 6   | Mrs. Robinson                                | Випускник                             | 1967 | Simon and Garfunkel                                     |
| 7   | When You Wish upon a Star                    | Піноккіо                              | 1940 | Кліфф Едвардс                                           |
| 8   | The Way We Were                              | Зустріч двох сердець                  | 1973 | Барбра Стрейзанд                                        |
| 9   | Stayin 'Alive                                | Лихоманка суботнього вечора           | 1977 | Bee Gees                                                |
| 10  | The Sound of Music                           | Звуки музики                          | 1965 | Джулі Ендрюс                                            |
| 11  | The Man that Got Away                        | Народження зірки                      | 1954 | Джуді Гарленд                                           |
| 12  | Diamonds Are a Girl's Best Friend            | Джентльмени надають перевагу білявкам | 1953 | Мерилін Монро (одна фраза заспівана Марні Ніксон)       |
| 13  | People                                       | Смішне дівчисько                      | 1964 | Барбра Стрейзанд                                        |
| 14  | My Heart Will Go On                          | Титанік                               | 1997 | Селін Діон                                              |
| 15  | Cheek to Cheek                               | Циліндр                               | 1935 | Фред Астер                                              |
| 16  | Evergreen                                    | Народження зірки                      | 1976 | Барбра Стрейзанд                                        |
| 17  | I Could Have Danced All Night                | Моя прекрасна леді                    | 1964 | Марні Ніксон                                            |
| 18  | Cabaret                                      | Кабаре                                | 1972 | Лайза Мінеллі                                           |
| 19  | Some Day My Prince Will Come                 | Білосніжка і семеро гномів            | 1937 | Адріана Каселотті                                       |
| 20  | Somewhere                                    | Вестсайдська історія                  | 1961 | Джиммі Браянт, Марні Ніксон                             |
| 21  | Jailhouse Rock                               | Тюремний рок                          | 1957 | Елвіс Преслі                                            |
| 22  | Everybody's Talkin'                          | Опівнічний ковбой                     | 1969 | Гаррі Нілссон                                           |
| 23  | Raindrops Keep Fallin' on My Head            | Буч Кессіді і Санденс Кід             | 1969 | Б. Дж. Томас                                            |
| 24  | Ol' Man River                                | Плавучий театр                        | 1936 | Поль Робсон                                             |
| 25  | High Noon (Do Not Forsake Me, Oh My Darlin') | Рівно опівдні                         | 1952 | Текс Ріттер                                             |
| 26  | The Trolley Song                             | Зустрінь мене в Сент-Луїсі            | 1944 | Джуді Гарленд                                           |
| 27  | Unchained Melody                             | Привид                                | 1990 | The Righteous Brothers                                  |
| 28  | Some Enchanted Evening                       | Південь Тихого океану                 | 1958 | Джорджо Тоцці                                           |
| 29  | Born to Be Wild                              | Безтурботний їздець                   | 1969 | Steppenwolf                                             |
| 30  | Stormy Weather                               | Дощова погода                         | 1943 | Ліна Горн                                               |
| 31  | Theme from New York, New York                | Нью-Йорк, Нью-Йорк                    | 1977 | Лайза Мінеллі                                           |
| 32  | I Got Rhythm                                 | Американець у Парижі                  | 1951 | Джин Келлі, дитячий хор MGM                             |
| 33  | Aquarius                                     | Волосся                               | 1979 | Рен Вудз                                                |
| 34  | Let's Call the Whole Thing Off               | Потанцюємо?                           | 1937 | Фред Астер, Джинджер Роджерс                            |
| 35  | America                                      | Вестсайдська історія                  | 1961 | Ріта Морено, Джордж Чакіріс                             |
| 36  | Supercalifragilisticexpialidocious           | Мері Поппінс                          | 1964 | Джулія Ендрюс, Дік Ван Дайк                             |
| 37  | Swinging on a Star                           | Йти своїм шляхом                      | 1944 | Бінг Кросбі                                             |
| 38  | Theme from Shaft                             | Шафт                                  | 1971 | Айзек Хейз                                              |
| 39  | Days of Wine and Roses                       | Дні вина та троянд                    | 1963 | Хор                                                     |
| 40  | Fight the Power                              | Роби як треба!                        | 1989 | Public Enemy                                            |
| 41  | New York, New York                           | Звільнення у місто                    | 1949 | Джин Келлі, Френк Сінатра, Джулс Маншін                 |
| 42  | Luck Be a Lady                               | Хлопці і лялечки                      | 1955 | Марлон Брандо                                           |
| 43  | The Way You Look Tonight                     | Час свінгу                            | 1936 | Фред Астер                                              |
| 44  | Wind Beneath My Wings                        | На пляжі                              | 1988 | Бетт Мідлер                                             |
| 45  | That's Entertainment                         | Театральний фургон                    | 1953 | Фред Астер, Джек Б'юканан, Нанетту Фабрі, Оскар Левант  |
| 46  | Don't Rain on My Parade                      | Смішне дівчисько                      | 1968 | Барбра Стрейзанд                                        |
| 47  | Zip-a-Dee-Doo-Dah                            | Пісня Півдня                          | 1947 | Джеймс Баскетт                                          |
| 48  | Que Sera, Sera (Whatever Will Be, Will Be)   | Людина, що знала надто багато         | 1956 | Доріс Дей                                               |
| 49  | Make 'Em Laugh                               | Співаючи під дощем                    | 1952 | Дональд О'Коннор                                        |
| 50  | Rock Around the Clock                        | Шкільні джунглі                       | 1955 | Bill Haley and His Comets                               |
| 51  | Fame                                         | Слава                                 | 1980 | Ірен Кара                                               |
| 52  | Summertime                                   | Поргі і Бесс                          | 1959 | Джулі Джин Норман                                       |
| 53  | Goldfinger                                   | Голдфінгер                            | 1964 | Ширлі Бессі                                             |
| 54  | Shall We Dance?                              | Король і я                            | 1956 | Марні Ніксон, Юл Бріннер                                |
| 55  | Flashdance... What a Feeling                 | Танець-спалах                         | 1983 | Ірен Кара                                               |
| 56  | Thank Heaven for Little Girls                | Жіжі                                  | 1958 | Моріс Шевальє                                           |
| 57  | The Windmills of Your Mind                   | Афера Томаса Крауна                   | 1968 | Ноель Гаррісон                                          |
| 58  | Gonna Fly Now                                | Роккі                                 | 1976 | ДеЕтта Літтл, Нельсон Пігфорд                           |
| 59  | Tonight                                      | Вестсайдська історія                  | 1961 | Марні Ніксон, Джиммі Браянт                             |
| 60  | It Had to Be You                             | Коли Гаррі зустрів Саллі              | 1989 | Френк Сінатра, Гаррі Коннік молодший                    |
| 61  | Get Happy                                    | Літні гастролі                        | 1950 | Джуді Гарленд                                           |
| 62  | Beauty and the Beast                         | Красуня і чудовисько                  | 1991 | Анджела Ленсбері                                        |
| 63  | Thanks for the Memory                        | Велике радіомовлення у 1938 році      | 1938 | Боб Хоуп, Ширлі Росс                                    |
| 64  | My Favorite Things                           | Звуки музики                          | 1965 | Джулі Ендрюс                                            |
| 65  | I Will Always Love You                       | Охоронець                             | 1992 | Вітні Г'юстон                                           |
| 66  | Suicide Is Painless                          | Військово-польовий госпіталь МЕШ      | 1970 | Джонні Мендел                                           |
| 67  | Nobody Does It Better                        | Шпигун, який мене кохав               | 1977 | Карлі Саймон                                            |
| 68  | Streets of Philadelphia                      | Філадельфія                           | 1993 | Брюс Спрінгстін                                         |
| 69  | On the Good Ship Lollipop                    | Сяючі очі                             | 1934 | Ширлі Темпл                                             |
| 70  | Summer Nights                                | Бріолін                               | 1978 | Джон Траволта, Олівія Ньютон-Джон                       |
| 71  | The Yankee Doodle Boy                        | Янкі Дудл Денді                       | 1942 | Джеймс Кегні                                            |
| 72  | Good Morning                                 | Співаючи під дощем                    | 1952 | Джин Келлі, Дональд О'Коннор, Деббі Рейнольдс           |
| 73  | Isn't It Romantic?                           | Люби мене сьогодні ввечері            | 1932 | Моріс Шевальє, Джанет Макдональд                        |
| 74  | Rainbow Connection                           | Маппети                               | 1979 | Джим Генсон                                             |
| 75  | Up Where We Belong                           | Офіцер і джентльмен                   | 1982 | Джо Кокер, Дженніфер Уорнс                              |
| 76  | Have Yourself a Merry Little Christmas       | Зустрінь мене в Сент-Луїсі            | 1944 | Джуді Гарленд                                           |
| 77  | The Shadow of Your Smile                     | Кулик                                 | 1965 | Хор                                                     |
| 78  | 9 to 5                                       | З дев'яти до п'яти                    | 1980 | Доллі Партон                                            |
| 79  | Arthur's Theme (Best That You Can Do)        | Артур                                 | 1981 | Крістофер Кросс                                         |
| 80  | Springtime for Hitler                        | Продюсери                             | 1968 | Ансамбль                                                |
| 81  | I'm Easy                                     | Нешвілл                               | 1975 | Кейт Керрадайн                                          |
| 82  | Ding-Dong! The Witch Is Dead                 | Чарівник країни Оз                    | 1939 | Ансамбль                                                |
| 83  | The Rose                                     | Роза                                  | 1979 | Бетт Мідлер                                             |
| 84  | Put the Blame on Mame                        | Джильда                               | 1946 | Аніта Елліс                                             |
| 85  | Come What May                                | Мулен Руж!                            | 2001 | Ніколь Кідман, Юен Мак-Грегор                           |
| 86  | (I've Had) The Time of My Life               | Брудні танці                          | 1987 | Білл Мідлі, Дженніфер Уорнс                             |
| 87  | Buttons and Bows                             | Блідолиций                            | 1948 | Боб Хоуп                                                |
| 88  | Do Re Mi                                     | Звуки музики                          | 1965 | Джулі Ендрюс                                            |
| 89  | Puttin' on the Ritz                          | Молодий Франкенштейн                  | 1974 | Джин Вайдлер, Пітер Бойл                                |
| 90  | Seems Like Old Times                         | Енні Холл                             | 1977 | Даян Кітон                                              |
| 91  | Let the River Run                            | Ділова дівчина                        | 1988 | Карлі Саймон                                            |
| 92  | Long Ago (and Far Away)                      | Дівчина з обкладинки                  | 1944 | Джин Келлі, Марта Міерз                                 |
| 93  | Lose Yourself                                | Восьма миля                           | 2002 | Eminem                                                  |
| 94  | Ain't Too Proud to Beg                       | Велике розчарування                   | 1983 | The Temptations                                         |
| 95  | (We're Off on) the Road to Morocco           | Дорога до Марокко                     | 1942 | Бінг Кросбі, Боб Хоуп                                   |
| 96  | Footloose                                    | Вільні                                | 1984 | Кенні Логгінс                                           |
| 97  | 42nd Street                                  | 42-а вулиця                           | 1933 | Рубі Кілер, Дік Павелл                                  |
| 98  | All That Jazz                                | Чикаго                                | 2002 | Кетрін Зета-Джонс, Рене Зеллвегер                       |
| 99  | Hakuna Matata                                | Король Лев                            | 1994 | Натан Лейн, Ерні Сабелла, Джейсон Вівер, Джозеф Вільямс |
| 100 | Old Time Rock and Roll                       | Ризикований бізнес                    | 1983 | Боб Сігер                                               |